# ت‌اف۱
تِ‌اِف۱ (TF1) یکی از شبکه‌های تلویزیونی مهم در کشور فرانسه است. این شبکه نخستین و قدیمی‌ترین شبکهٔ تلویزیونی فرانسه است که در ۲۶ آوریل ۱۹۳۵ تأسیس شد.